# Briza maxima
La especie Briza maxima, conocida por nombres vulgares como lágrimas, pendientes, tembladera o bolitas de toro, es una especie del género de hierbas  anuales de la familia de las poáceas, es nativa de las zonas templadas del hemisferio norte.

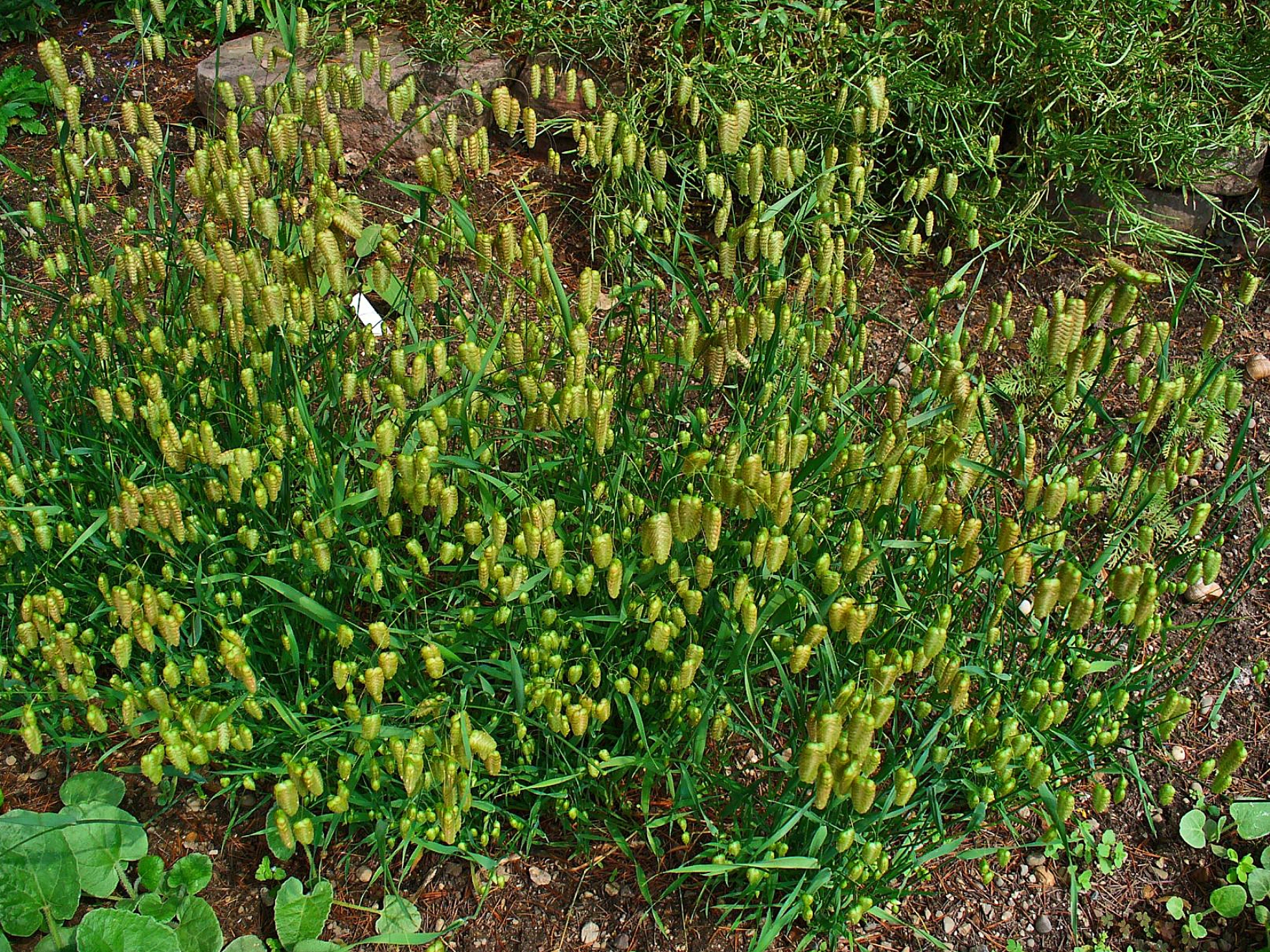
En su hábitat

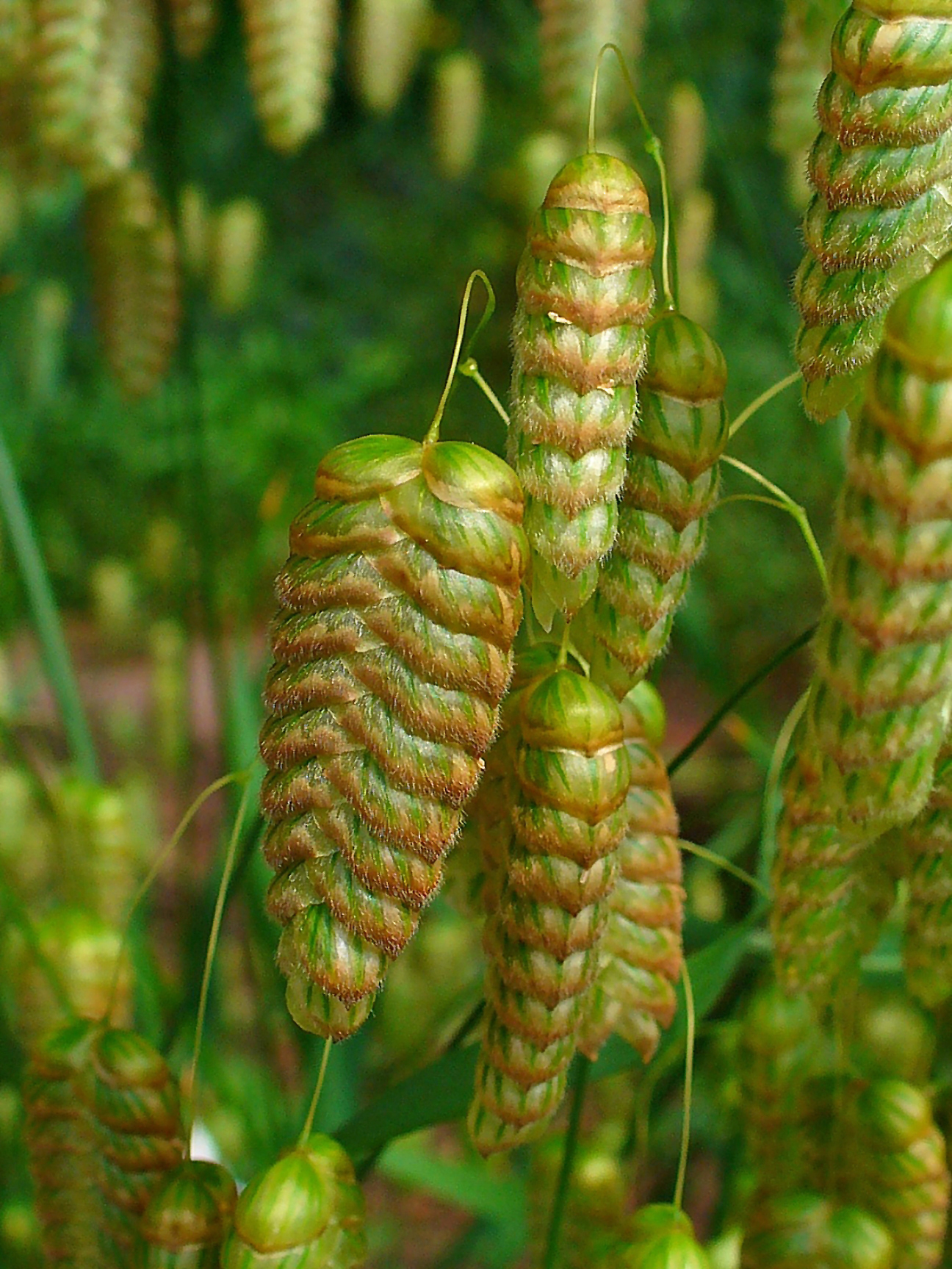
Inflorescencia

## Descripción
La B. maxima es una hierba anual de amplia distribución, de hasta 70 cm, que presenta hojas envainantes con lígula membranosa. 
La inflorescencia se encuentra en panícula laxa, sus espiguillas de 9 a 26 mm, con 8 hasta 20 flores, con 2 glumas subiguales, menores que las flores. Sus espiguillas cuelgan y tiemblan con cualquier leve brisa de aire. Las espiguillas son muy anchas, tienen textura membranosa y recuerdan vagamente a pequeños insectos. Las flores con lema cordada en la base, múticas y con 3 estambres.

## Localización
Nativa del hemisferio norte Europa, se encuentra como planta invasora en la Patagonia Argentina.

## Propiedades
Usada en la Terapia floral californiana.

## Taxonomía
Briza maxima fue descrita por Carlos Linneo y publicado en Species Plantarum 1: 70. 1753.
Etimología
Briza: nombre genérico que se refiere a que las más leves brisas de aire mueven sus inflorescencias con un temblor.
maxima: epíteto que procede del latín maximus, que significa más grande, aludiendo al mayor tamaño de las espiguillas respecto a otras especies del género. 
Sinonimia
- Briza capensis Schrank
- Briza dalmatica Gand.
- Briza gracilescens Gand.
- Briza grandis Salisb.
- Briza major C.Presl
- Briza microclada Gand.
- Briza monspessulana Gouan
- Briza montana Brouss.
- Briza portenschlagii Gand.
- Briza pulchella Kunth
- Briza pulchella Kunth ex Steud.
- Briza rubens Poir.
- Briza rubra Lam.
- Macrobriza maxima (L.) Tzvelev
- Poa maxima (L.) Cav.[3]

## Nombres comunes
- Castellano: bailarinas, briza, cabecilla, caracolillos, cascabel, cascabelitos, corazoncillos, corazones, cupidillos grandes, estanca-sangre, lágrimas, lágrimas de la Virgen, pendientes, pendientes de la Reina, tembladera, tembladeras, trembladera, zarcillitos, zarcillos, zarzillitos.[4]